# Epimachus
Epimachus é um gênero de aves do paraíso (Paradisaeidae), constituído por duas espécies. Os membros deste gênero podem ser encontrados nas florestas montanhosas da Nova Guiné. Eles são os maiores membros da família. O nome comum "bico-de-foice" refere-se ao seu bico longo, decurvo e em forma de foice.

## Taxonomia
Epi vem do grego, significando sobre ou em cima, e machaira, uma espada curva, referindo-se ao bico em forma de cimitarra.
Em 1972, o gênero foi fundido com o gênero Drepanornis (que também apresenta um bico em forma de foice), mas separado novamente em 1998. Um estudo filogenético colocou Epimachus em um clado que inclui Paradigalla e Astrapia, o que implica que seu bico longo e curvo foi adquirido independentemente.
As duas espécies de Drepanornis, bem como as duas espécies de Epimachus, se separaram cerca de 10 e 7 milhões de anos atrás, respectivamente. Enquanto as duas espécies de Drepanornis ocupam elevações diferentes em florestas de baixo e médio montana, as duas espécies de Epimachus são substitutos altitudinais em florestas de montanha; esses dois casos podem representar casos antigos de especiação altitudinal.

### Espécies
- Epimachus fastuosus - Bico-de-foice-fastuoso
- Epimachus meyeri - Bico-de-foice-marrom

## Descrição
Ambas as espécies de Epimachus são sexualmente dimórficas. Os machos dessas aves são altamente excêntricos, com caudas pretas hiperbolicamente longas, em forma de sabre, que podem medir até cerca de 46 cm (18,1 in). Eles também apresentam duas plumas em forma de leque peitoral em cada lado do seio, que eles trazem sobre suas cabeças durante suas exibições.

Há muitos destaques iridescentes verdes/roxos encontrados na cabeça e nas costas do macho adulto; além disso, o brilho azul está presente na cauda. As fêmeas de ambas as espécies têm plumas barradas, partes superiores castanho-oliva e caudas relativamente longas, embora não tão extensas quanto as caudas dos machos.